# The Adventurer (Literaturzeitschrift)
The Adventurer war eine in London erschienene literarische Zeitschrift.
Sie umfasste insgesamt 140 Ausgaben vom 7. November 1752 bis 9. März 1754. 
Den weitaus größten Teil der Beiträge lieferte der Schriftsteller John Hawkesworth (ca. 1715–1773). Auch Samuel Johnson, Richard Bathurst und Joseph Warton lieferten Beiträge. Eine deutsche Teilübersetzung erschien 1776 unter dem Titel Der Abentheurer in 66 Nummern. 
Eine neue Ausgabe erschien 1774 in vier Bänden (The Adventurer. A new edition. 4 Bde. London 1774).